# Избори за председника општине Краљево 2003.
Први непосредни избори за председника општине Краљево након Другог светског рата одржани су 16. новембра 2003. године. Како ниједан кандидат није добио апсолутну већину гласова, други круг избора одржан је 30. новембра исте године када је Радослав Јовић, кандидат Српског покрета обнове, добио 59,00% гласова и постао градоначелник Краљева.

## Резултати избора

### Први круг[1]
У првом кругу избора излазност је била 47,50%, а највећи број гласова добили су Радослав Јовић и Љубиша Јовашевић:
| Р      | Кандидат            | Предлагач(и)                  | Гласова |
| ------ | ------------------- | ----------------------------- | ------- |
| 1      | Радослав Јовић      | Српски покрет обнове          | 10.514  |
| 2      | Љубиша Јовашевић    | Демократска странка Србије    | 7.618   |
| 3      | Мирослав Карапанџић | Група грађана За Краљево      | 5.542   |
| 4      | Звонко Обрадовић    | Г17 плус                      | 5.204   |
| 5      | Слободан Михајловић | Демократска странка           | 5.192   |
| 6      | Миљко Четровић      | Српска радикална странка      | 4.375   |
| 7      | Сретен Јовановић    | Социјалистичка партија Србије | 3.079   |
| 8      | Предраг Стојановић  | Демохришћанска странка Србије | 2.607   |
| 9      | Зоран Јовановић     | Народна странка               | 1.772   |
| 10     | Стаменка Арсић      | Либерали Србије               | 1.152   |
| Укупно | Укупно              | Укупно                        | 48.532  |

### Други круг[2]
| Р      | Кандидат         | Предлагач(и)               | Гласова |
| ------ | ---------------- | -------------------------- | ------- |
| 1      | Радослав Јовић   | Српски покрет обнове       | 17.230  |
| 2      | Љубиша Јовашевић | Демократска странка Србије | 11.978  |
| Укупно | Укупно           | Укупно                     | 29.758  |